# Günther Stark (Intendant)
Günther Stark (* 15. Januar 1889 in Berlin; † 1. September 1970) war ein deutscher Schauspieler, Dramaturg, Regisseur und Intendant.

## Leben
Stark erhielt seine schauspielerische Ausbildung am Stern’schen Konservatorium in Berlin. Er debütierte 1912 in Pforzheim. Im Ersten Weltkrieg war er Soldat, dann erhielt er 1917/18 ein Engagement an den Münchner Kammerspielen.
1919 ging er nach Berlin und war dort von 1926 bis 1932 Dramaturg und Regisseur an der Volksbühne. Er inszenierte hier unter anderem 1930 die Uraufführung von Friedrich Wolfs Die Matrosen von Cattaro. Von 1933 bis 1941 war er Oberspielleiter und Intendant der Wuppertaler Bühnen und 1943/44 Intendant in Posen und Litzmannstadt.
1945 war er Mitbegründer und dann bis 1947 Intendant des Landestheaters Tübingen. Von 1948 bis 1950 war er Schauspieldirektor in Halle und zuletzt von 1953 bis 1961 Intendant in Saarbrücken. Sein Nachlass ist im Landesarchiv Saarbrücken überliefert und beinhaltet Regiebücher, Bühnenfotos, Zeitungskritiken sowie Manuskripte zu eigenen Reden.

## Theater (Regie)
- 1927: Georges Courteline: Der gemütliche Kommissär (Theater am Schiffbauerdamm)
- 1930: George Bernard Shaw: Der Mann des Schicksals (Volksbühne Berlin)
- 1930: Friedrich Wolf: Die Matrosen von Cattaro (Volksbühne Berlin)
- 1931: Franz Molnár: Liliom (Berliner Volksbühne)
- 1932: Alberto Colantuoni: Geld ohne Arbeit (Volksbühne Berlin)
- 1941: Friedrich Schiller: Kabale und Liebe (Nederlandsche Schouwburg Antwerpen)
- 1941: Gotthold Ephraim Lessing: Minna von Barnhelm (Nederlandsche Schouwburg Antwerpen)
- 1942: Friedrich Hebbel: Die Nibelungen (Staatliches Schauspielhaus Hamburg)
- 1943: Erwin Guido Kolbenheyer: Heroische Leidenschaften (Reichsgautheater Litzmannstadt)
- 1946: Friedrich Schiller: Maria Stuart (Stadttheater Saarbrücken)
- 1947: Johann Wolfgang von Goethe: Torquato Tasso (Landestheater Tübingen)
- 1947: Friedrich Hölderlin: Der Tod des Empedokles (Landestheater Tübingen)
- 1948: Sophokles: Antigone (Landestheater Sachsen-Anhalt Halle/Saale)
- 1950: Georg Kaiser: Zweimal Amphitryon (Landestheater Sachsen-Anhalt Halle/Saale)
- 1950: Horst Lommer: Die Arche Noah (Deutsches Theater Berlin – Kammerspiele)
- 1952: Günther Weisenborn: Spanische Hochzeit (Hamburger Kammerspiele)